# Slaget vid Friedland
Slaget vid Friedland, 14 juni 1807. Avgörande fältslag under napoleonkrigen, vari den franska segern ledde till fred mellan Ryssland och Napoleon I:s Frankrike. Friedland avslutade det polska fälttåget 1806−1807. Freden mellan Ryssland och Frankrike slöts vid Tilsit.

## Slaget
Bennigsen hade redan tidigare slagits av Napoleon. Vid Eylau i Ostpreussen några månader tidigare hade Michel Ney i sista stund räddat Napoleon och republiken och vad som lutade mot ett nederlag blev en lysande seger, om än blodig. Bennigsen gjorde en sista stor satsning och utmanade Napoleon på nytt i Polen. Det var sommar. En förpatrull under Jean Lannes som stod vid bron över Wisła blev plötsligt överraskad av vad som visade sig vara den ryska huvudarmén, men de lyckades hålla ut och försvara sig tills Napoleon fick reda på läget och anföll den ryska hären på bred front i deras rygg. Den ryska armén krossades och endast Lannes fick större manfall av de franska befälhavarna. Ryssland var slutligen besegrat efter två års kamp och gick samma väg - om än lindrigare - som Preussen och Österrike.